# Liste der Monuments historiques in Pougy
Die Liste der Monuments historiques in Pougy führt die Monuments historiques in der französischen Gemeinde Pougy auf.

## Liste der Objekte
| Bezeichnung                                      | Beschreibung                                                                    | Standort                        | Kennzeichnung | Schutzstatus | Datum | Bild |
| ------------------------------------------------ | ------------------------------------------------------------------------------- | ------------------------------- | ------------- | ------------ | ----- | ---- |
| Skulptur Heiliger Fiacrius                       | mit Stifterfigur; Kalkstein, farbig gefasst, zweite Hälfte des 16. Jahrhunderts | in der Kirche St-Nicolas (Lage) | PM10001603    | Classé       | 1913  |      |
| Gemlde Heiliger Fiacrius                         | Ölfarbe auf Leinwand, 1709, Verbleib unbekannt                                  | in der Kirche St-Nicolas (Lage) | PM10004761    | Inscrit      | 1980  |      |
| Triptychon Leben des heiligen Nikolaus           | Ölfarbe auf Holz, 1579                                                          | in der Kirche St-Nicolas (Lage) | PM10001602    | Classé       | 1908  |      |
| Hauptaltar                                       | Retabel; Holz, farbig gefasst und vergoldet, 19. Jahrhundert; zugehörig         | in der Kirche St-Nicolas (Lage) | PM10004759    | Inscrit      | 1980  |      |
| Gemälde Heiliger Nikolaus                        | Ölfarbe auf Leinwand, 1770er Jahre                                              | in der Kirche St-Nicolas (Lage) | PM10004794    | Inscrit      | 1980  |      |
| Pietà                                            | Kalkstein, übertüncht, erste Hälfte des 16. Jahrhunderts                        | in der Kirche St-Nicolas (Lage) | PM10003229    | Classé       | 1908  |      |
| Skulpturengruppe Heiliger Joseph mit Jesusknaben | Kalkstein, übertüncht, 16. Jahrhundert                                          | in der Kirche St-Nicolas (Lage) | PM10001606    | Classé       | 1961  |      |
| Skulptur Unterweisung Mariens                    | Kalkstein, farbig gefasst, erste Hälfte des 16. Jahrhunderts                    | in der Kirche St-Nicolas (Lage) | PM10001601    | Classé       | 1908  |      |
| Weihwasserbecken                                 | Gusseisen, 16. Jahrhundert                                                      | in der Kirche St-Nicolas (Lage) | PM10001605    | Classé       | 1913  |      |
| Skulptur Heiliger Nikolaus                       | Kalkstein, farbig gefasst, erste Hälfte des 17. Jahrhunderts                    | in der Kirche St-Nicolas (Lage) | PM10003230    | Classé       | 1908  |      |
| Gemälde Heiliger Thomas Beckett (?)              | Ölfarbe auf Holz, 1784                                                          | in der Kirche St-Nicolas (Lage) | PM10001608    | Classé       | 1961  |      |
| Gemälde Heiliger Ludwig (?)                      | Ölfarbe auf Leinwand, 17. Jahrhundert                                           | in der Kirche St-Nicolas (Lage) | PM10001609    | Classé       | 1961  |      |
| Empore                                           | Holz, Kalkstein, 1792                                                           | in der Kirche St-Nicolas (Lage) | PM10004760    | Inscrit      | 1979  |      |
| Skulptur Madonna mit Kind                        | Kalkstein, übertüncht, erste Hälfte des 16. Jahrhunderts                        | in der Kirche St-Nicolas (Lage) | PM10001600    | Classé       | 1908  |      |
| Skulptur Heiliger Vinzenz                        | Kalkstein, farbig gefasst, 17. Jahrhundert                                      | in der Kirche St-Nicolas (Lage) | PM10001607    | Classé       | 1961  |      |
| Gemälde Darstellung der Herrn                    | Ölfarbe auf Holz, um 1600                                                       | in der Kirche St-Nicolas (Lage) | PM10003231    | Classé       | 1965  |      |
| Gemälde Anbetung der Könige                      | Ölfarbe auf Holz, Ende des 16. Jahrhunderts; nach Jacopo Bassano                | in der Kirche St-Nicolas (Lage) | PM10001604    | Classé       | 1913  |      |